# Sémiologie grégorienne
La sémiologie grégorienne est une science à la manière de la critique textuelle, intermédiaire entre la paléographie et l'esthétique, qui étudie le chant grégorien avec pour but de rétablir correctement son interprétation.
Cette science fut établie dans la deuxième moitié du XXe siècle par des moines de l'abbaye Saint-Pierre de Solesmes et prétend renouveler entièrement la connaissance de la nature du chant grégorien.

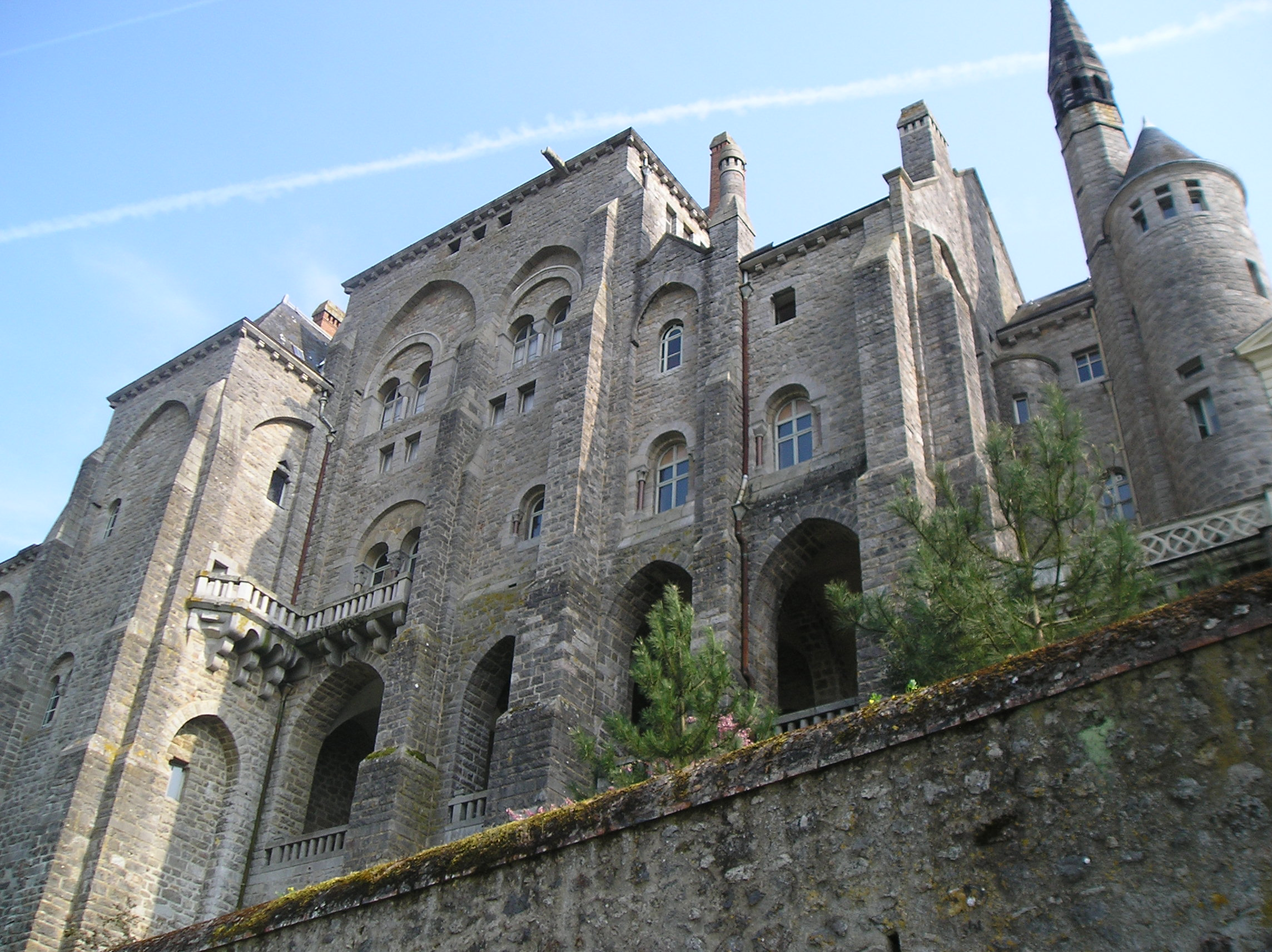
Abbaye Saint-Pierre de Solesmes. « Rendant hommage aux moines qui, par leurs travaux et la généreuse dispense de leur enseignement, ont participé au rayonnement scientifique de Solesmes, elle (la Paléographie musicale) a plus précisément évoqué les découvertes de dom Eugène Cardine et de dom Jean Claire qui, dans les années 1960 - 90, ont profondément renouvelé la connaissance du chant grégorien, dans le domaine de la sémiologie, de l'interprétation et de l'analyse modale » (avant-propos des actes du colloque « 1000 ans de chant grégorien » tenu en septembre 2010).

## Méthodes
Dans son premier livre sur ce sujet, dom Eugène Cardine, moines de l'abbaye Saint-Pierre de Solesmes, précisait les deux principes requis :
1. Étude paléographique des signes neumatiques et de leur signification mélodique ;
2. Étude sémiologique : où l'on recherche la raison (logos) de la diversité des signes (sémeion), afin d'en déduire les principes fondamentaux pour une interprétation authentique et objective. Cette interprétation, au lieu de s'inspirer de concepts esthétiques ou rythmiques modernes, et donc étrangers à l'époque grégorienne, doit plutôt se laisser guider par les faits que nous révèle l'étude comparative des divers signes : seule base réelle pour l'exécution pratique.

## Histoire

### Auparavant, rythmique grégorienne
Si l'abbaye Saint-Pierre de Solesmes s'illustre par sa restauration scientifique du chant grégorien depuis le XIXe siècle, ses travaux étaient ambivalents, jusqu'à ce que la sémiologie soit établie. L'équipe de la Paléographie musicale développa en effet une théorie hypothétique sous influence de la musique moderne, rythmique grégorienne. L'origine de cette théorie se trouve dans l'enseignement du chanoine Augustin-Mathurin Gontier de la cathédrale du Mans. Comme le premier abbé dom Prosper Guéranger n'était pas capable d'être maître de chapelle, le chanoine soutenait l'exécution du chant traditionnel des moines.

« Il faut bien se convaincre que le sens du plain-chant est tout entier dans le texte et dans la modulation. Et encore : Le plain-chant est une récitation modulée dont les notes ont une valeur indéterminée, et dont le rythme, essentiellement libre, est celui du discours. »

— Chanoine Augustin-Mathurin Gontier, Méthode raisonnée de plain-chant : le plain-chant considéré dans son rythme, sa tonalité et ses modes, p. 14 (1859)
Parmi les moines de Solesmes, c'était surtout dom André Mocquereau qui sophistiqua cette théorie, avec la revue Paléographie musicale puis ses deux tomes du Nombre musical grégorien ou rythmique grégorienne, théorie et pratique, parus respectivement en 1908 et 1927. Sa connaissance de la musique classique était si profonde que la théorie fut effectivement développée. En fait, avant d'arriver à Solesmes en 1875, le jeune André, né dans une famille cultivée dont le père était médecin, avait été un violoncelliste talentueux, jouant la musique de chambre de Joseph Haydn, de Mozart. C'est vraisemblablement la raison pour laquelle les études de Solesmes demeuraient encore sous influence de la musique classique. Le Nombre musical fut accueilli dans un grand nombre de pays, notamment aux États-Unis.

### Tournant, édition critique
Un personnage en dehors de l'abbaye de Solesmes sollicita le changement de la Paléographie. Il s'agissait de la rédaction d'une édition critique par laquelle les moines retournèrent à nouveau aux manuscrits, au lieu de la théorie.
Nommé directeur de l'Institut pontifical de musique sacrée à Rome en 1947, Mgr Higino Anglès, musicologue espagnol, décida de remanier le Graduel romain du Vatican en manière de critique textuelle. Dans cette optique, il visita l'année suivante l'abbaye Saint-Pierre de Solesmes, afin d'y créer une équipe qui serait capable de le réviser. Après avoir reconstitué, peu de temps auparavant, l'abbaye Notre-Dame de Fontgombault, le monastère manqua de personnel. Néanmoins, l'abbé dom Germain Cozien dut finalement accepter cette proposition, sans que ses photographies de manuscrits ne soient transférés à Rome.
Sans délai, sous la direction officielle de dom Joseph Gajard, une équipe composée de cinq moines fut établie : dom Eugène Cardine, en tant que directeur technique de l'édition critique ; dom Jacques Froger, comme spécialiste du classement des textes à témoins multiples ; dom Jacques Hourlier, affecté à l'histoire du texte ; dom Pierre Combe, secrétaire de l'atelier ; et dom Michel Huglo, assigné à l'analyse des graduels et missels notés à dépouiller pour l'édition.
Par conséquent, la méthode critique fut effectivement établie, pour la première fois, auprès de l'atelier de la Paléographie musicale :
1. première opération pour attribuer à 263 graduels et missels notés des sigles de trois lettres, comme Gal 1 (Cantatorium de Saint-Gall), Gal 2, Gal 3[eg39 3];
2. deuxième opération en tant que choix des lieux variants sur les tableaux comparatifs préparés pour l'Édition Vaticane du graduel (1908), en limitant des manuscrits et des neumes impropres ; à la suite de cette tâche, les manuscrits les plus anciens demeuraient toujours pour le nouveau graduel[eg39 5] ;
3. troisième opération afin de relever les variantes, avec des centaines de fiches cartonnés comportant un nombre de cases suffisant, singulièrement fournis[eg39 6]
4. quatrième opération procédant au groupement des manuscrits : préparation des réglettes cartonnées de cinquante cases, relevé statistique des relations de proximité, reporté à l'intérieur de plusieurs cercles de différente épaisseur, en fonction de la distance des manuscrits les uns par rapport aux autres[eg39 7]...

C'est à partir de la troisième opération que dom Cardine s'apercut de plus en plus que les neumes anciens, avant l'invention de la notation sur lignes, recelaient quantité de renseignements :

« Le pes stratus s'emploie seulement aux demi-cadences des pièces d'origine « occidentale », c'est-à-dire dans les pièces [importées et] d'origine gallicane ou pré-carolingienne, telles que les melodiæ de l'alleluia sans verset. »

En 1952, l'Institut pontifical nomma dom Cardine professeur de chant grégorien. En profitant de ses vacances universitaires, le nouveau professeur continua à diriger les opérations suivantes, tandis que ses collègues travaillaient sans interruption.

### Dorénavant, sémiologie grégorienne

#### À nouveau, neume
À Rome, une coïncidence attendait le professeur Cardine. Il est normal que le cours grégorien se soit commencé, d'après la volonté de ses étudiants, avec la rythmique grégorienne, théorie traditionnelle de Solesmes. Dom Cardine se souvient : « Or, dans la salle voisine, quelqu'un jouait du piano, ce qui me gênait beaucoup. Mes étudiants m'entourèrent alors pour examiner mon Graduel neumé : ce fut une fascination. » Dorénavant, l'étude ainsi que la rédaction de nouveau graduel à Solesmes et l'enseignement à l'Institut pontifical de musique sacrée répartissaient le même sujet, neume. Comme, en faveur de ses cours, dom Cardine bénéficiait de précieux matériaux de l'atelier de Paléographie musicale préparés par dom Hourlier et dom Huglo, les étudiants pouvaient connaître les dernières découvertes de Solesmes, vraisemblablement plus tôt que les lecteurs des revues ainsi que les musicologues assistant aux colloques. L'Institut pontifical connaît aujourd'hui[Quand ?] de nombreux musicologues brillants parmi les disciples de dom Cardine.

#### Première découverte, la coupure neumatique
Le professeur se distingua, en 1957, par sa première principale découverte. Il s'agit de la coupure neumatique, qui fit renoncer définitivement les théorie et notation modernes, également l'ancienne rythmique grégorienne de Solesmes, car celle-ci est essentiellement et uniquement un phénomène graphique qui ne se trouve que dans les neumes anciens :

« Les notations anciennes usent le plus souvent de graphismes continus ; ainsi, la première note qui cesse d'être liée aux notes qui la précédent, est par le fait même soulignée. Repérer les coupures dans les tracés fait connaître des notes importantes, et permet de placer les appuis rythmiques avec plus d'exactitude. Cette façon de faire est commune à toutes les familles anciennes de notation du chant grégorien. La musique moderne, qui se sert d'une notation discontinue, place les notes importantes au début des groupes »

« L'articulation initiale est fréquente, elle coïncide avec une articulation syllabique ; la première note est graphiquement séparée des notes qui la suivent. Cette note mise ainsi en relief est toujours la source du mouvement rythmique qui enveloppe les notes suivantes. »

Avant que la Sémiologie grégorienne ne soit publiée, dom Cardine classa enfin 24 types de neumes sangalliens, mais avec un grand nombre de ses variants pour préciser la finesse d'expression.

#### Dénomination de la nouvelle science
À la suite de nombreuses découvertes, dom Hourlier définit cette nouvelle matière scientifique, comme « science intermédiaire » entre la paléographie et l'esthétique, au début des années 1950. Elle avait également besoin de sa propre dénomination. Pendant quelques années, dom Cardine l'appela « diplomatique grégorienne », ce qui n'exprimait pas proprement la caractéristique scientifique de celle-ci. Enfin, d'après le conseil de dom Guy-Dominique Sixdenier, inspiré par le terme sémiologie médicale en 1954, le professeur Cardine donna le nom sémiologie à cette science,.
Cependant, il faut admettre que le terme « sémiologie musicale » avait déjà été employé par l'abbé Théodore Nisard, en 1851, dans la préface du Tonaire de Saint-Bénigne de Dijon.

#### Publications
Après avoir constaté que les neumes les plus anciens sont les plus corrects, dom Cardine décida de publier en 1966 son Graduel neumé personnel, copié depuis les années 1930, afin de présenter leur valeur pour l'interprétation [lire en ligne (extrait)]. Il avait sélectionné des neumes dans les manuscrits de la famille sangalienne, qui accompagnent les notations de l'Édition Vaticane publiée en 1908. Si l'auteur précisait dans l'avertissement qu'il ne s'agit pas d'une édition critique, son excellente idée fut amplifiée 13 ans plus tard, en tant que Graduale Triplex. En faveur des études, Solesmes effectua récemment sa réimpression, en omettant un certain nombre de pages hors usage.
Presque simultanément, le texte aussi était préparé, en collaboration avec dom Godehard Joppich et dom Rupert Fischer. En 1967, l'Institut pontifical publia la première partie de la Semiologia gregoriana, intitulée Paleografia gregoiana, 1, Note raccolte dalle lezioni tenute da dom Eugene Cardine. L'année suivante, l'œuvre fut renforcée, puis la traduction en français par sœur Marie-Élisabeth Mosseri parut en 1970, dans la revue Études grégoriennes tome XI. Cette version définitive est toujours disponible depuis 1978, Sémiologie grégorienne en taille agrandie (207 × 270 mm).

« Conclusion : l'oriscus du salicus et du pes quassus indique une tension évidente de la mélodie vers la note supérieure. La note figurée par l'oriscus ne prévaut jamais sur la mélodie, ni paléographiquement ni mélodiquement : en effet, tandis que l'oriscus peut être accompagné d'un c ou même remplacé par un simple punctum, l'importance de la note suivante est souvent rappelée par un épisème ou un t. Lorsque le salicus ou le pes quassus sont longs, la note correspondant à l'oriscus peut être élargie, notamment quand la note précédente est également longue, mais ceci ne modifie pas la prédominance de la dernière note.
Pour restituer la véritable intention du compositeur dont le sens musical profond souligne de façon raffinée l'expression monodique, il faut donc rectifier les signes des éditions rythmiques à la lumière des recherches faites depuis qu'ils ont été ajoutés à la [Édition] Vaticane. »

— Sémiologie grégorienne, p. 122, Pes quassus

#### Rétablissement de la nature des neumes

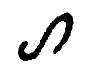
Torculus.

Puis, à la fin des années 1960, le professeur Cardine s'intéressa à l'existence du torculus à tête faible (initio debilis), en considérant que ce torculus particulier fonctionne plus généralement dans l'aspect de l'esthétique grégorienne. Cette hypothèse fut finalement confirmée par une étude intensive d'un de ses élèves en 1988. La thèse fut accueillie par dom Cardine dans un hôpital, deux semaines avant son décès.

« On parle d' initio debilis pour un neume où la première note est faible, au point parfois de disparaître et de n'être pas notée dans les manuscrits. Ce genre d'attaque revient souvent dans le grégorien. Les cordes fortes sont ainsi atteintes d'une manière douce et les cadences sont préparées. Il existe de curieux transferts de cette note faible, quand une liquescence se rencontre avec l'initio debilis. »

Il est vrai que cet enseignant était capable de charger proprement les tâches de ses étudiants. Aussi Rome devint-elle le deuxième centre d'études grégoriennes, après Solesmes. Dirigées par le professeur Cardine, de nombreuses thèses dont celles de doctorat y furent achevées.
D'ailleurs, la sémiologie rétablit précisément la nature du torculus ( ʃ ), en corrigeant la méprise de la rythmique grégorienne, y compris l'ictus :

« Rythmiquement, le torculus, la graphie de base, c'est un mouvement, non pas trois sons détachés : c'est un son lié, mais il n'y a qu'un seul mouvement ... Il y a un son, en particulier, qui est moins important que les autres, c'est le premier, puisque dans un mouvement, en général ce n'est pas l'endroit d'où l'on part qui a le plus d'importance. En règle générale, la note la plus importante d'un neume, toutes choses égales par ailleurs, c'est la dernière, c'est là où se joue le nœud d'articulation entre les syllabes. On se trouve, dès l'abord — et ceci vaudrait pour tous les autres neumes — en contradiction avec le premier axiome de la méthode « de Solesmes » : à savoir que l'ictus se trouve sur la première note des neumes. ... Dom Mocquereau a posé cela comme un postulat, que personne n'a critiqué avant Dom Cardine. »

— Dom Daniel Saulnier, Session de chant grégorien III, septembre 2005, Le torculus

#### Notion de valeur
La perception de l'initio debilis fut suivie de la dernière découverte importante, la notion de valeur, présentée pour la première fois à Venise en 1972. Encore fallut-il de nombreuses observations afin d'établir cette loi de la composition du chant grégorien, singulièrement à la base des neumes anciens. À vrai dire, l'idée était déjà trouvée dans les années 1960, en tant que tempo. Cette appellation fut remplacée par le terme valeur, à la suite de l'approfondissement de la connaissance de dom Cardine. La notion de valeur est, en résumé, une loi fondamentale intégrant la durée et l'intensité, qui dirige le rythme du chant grégorien, y compris l'articulation des consonnes, la prononciation des voyelles, l'accentuation,.

« La notion de valeur est commune aux chants liturgiques latins de l'époque de Charlemagne, « du pôle Nord jusqu'au pôle Sud » (dom Cardine). Elle ne vient pas plus de Rome que de Gaulle. L'esthétique grégorienne s'y est conformée, comme toutes les autres esthétiques contemporaines. Le texte décide en maître des durées, mais d'une manière constitutive, si bien que son influence n'a jamais été un joug. La notion de valeur a une grande part dans la riche et mystérieuse beauté du chant grégorien. »

— Note extraite de dom Jacques-Marie Guilmard, 1995.

## Manuscrits analysés

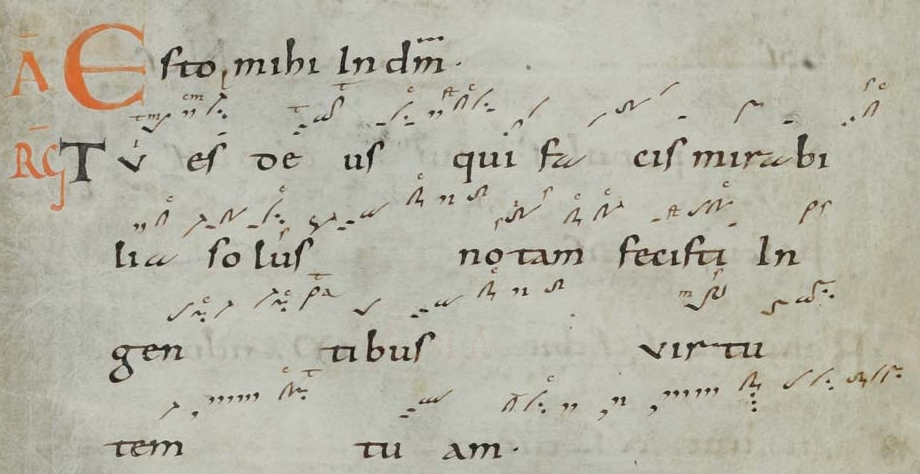
Notation de Tu es Deus dans le Cantatorium de Saint-Gall. En dépit de son ancienneté, attribuée au début du Xe siècle, la manière de précision est exceptionnelle. On peut l'appelle « enregistrement écrit. »

Dom Cardine sélectionna soigneusement des manuscrits afin de rétablir correctement le chant grégorien. D'une part, il s'agissait principalement des manuscrits issus de la famille sangalienne, en raison de leur qualité de précision :
- Saint-Gall no 359, Cantatorium dit de Saint-Gall, vers 922 - 925 : « C'est tout à la fois le plus ancien, le plus parfait et le plus précis des manuscrits de l'école sangallienne. Il ne contient que les pièces du soliste : Graduels, Alléluias, Traits. »
- Einsiedeln no 121, Graduel de Saint-Gall (Graduale Notkeri Sequentiæ), vers 960 - 970[sg 5] : « C'est le plus important des manuscrits complets : il contient, en effet, avec les pièces du soliste, les antiennes d'Introït, d'Offertoire et de Communion. Par ailleurs, il est riche de lettres significatives. »
- Bamberg lit. 6, Graduel de Saint-Emmeran de Ratisbonne, vers 1000 : « On y remarque un usage presque exclusif des épisèmes. »
- Saint-Gall no 339, Calendrier, Graduel, Sacramentaire de Saint-Gall, vers 1000 et vers 980
- Saint-Gall no 390 et 391, Antiphonaire de Hartker, vers 1000 : « C'est probablement le meilleur témoin pour les chants de l'Office. »

D'autre part, Dom Cardine et son équipe de Solesmes n'hésitèrent pas à consulter des manuscrits d'autres familles :
- Bibliothèque municipale de Laon no 239, Graduel, IXe siècle[14] : « Graduel écrit vers 930, aux environs de la ville. De récentes études ont révélé sa particulière valeur sur le plan rythmique. »
- Bibliothèque de Chartres, Codex 47, Antiphonale missarum[15], Xe siècle : « De notation bretonne, il présente de nombreuses indications rythmiques. »
- Bibliothèque de la faculté de médecine de Montpellier H. 159, Tonaire de Saint-Bénigne[15], XIe siècle : « Utilisé à Dijon dans l'enseignement musical, il contient une double notation : neumatique et alphabétique. »
- Bibliothèque capitulaire de Bénévent, Codex VI 34, Graduel, XIe - XIIe siècles : « Écrit sur lignes à la pointe sèche, son apport est précieux pour la traduction mélodique. » (d'ailleurs, en dépit d'un manuscrit tardif, il s'agit d'un précieux chant de livre en grégorien authentique[ii 2])
- Bibliothèque nationale de France, lat. 903, Graduel de Saint-Yrieix, XIe siècle : « C'est un témoin important de la tradition aquitaine (France méridionale et Espagne). »

D'ailleurs, les manuscrits sans notation musicale pour la restitution du texte sont précisés, surtout dans le Graduale Triplex au-dessous, avec ces abréviations MM'RBCKS, selon l'Antiphonale Missarum Sextuplex de Dom René-Jean Hesbert :
- M : Cantatorium de Monza (deuxième tiers du IXe siècle)
- M' : Graduel de Monza (vers 820)
- R : Graduel de Rheinau (vers 800)
- B : Graduel du Mont-Blandin (vers 800)
- C : Graduel de Compiègne (deuxième moitié du IXe siècle)
- K : Graduel de Corbie (après 853)
- S : Graduel de Senlis (dernier quart du IXe siècle)

## Exemples des analyses sémiologiques et des méprises auXXesiècle
Il est certain que la sémiologie grégorienne améliora et même bouleversa les études et interprétations du chant grégorien. Grâce à celle-ci, le chant est dorénavant correctement analysé alors qu'auparavant, la pratique du chant grégorien était effectuée sous influence de la théorie et de la tradition de la musique moderne.

### Élan mélodique

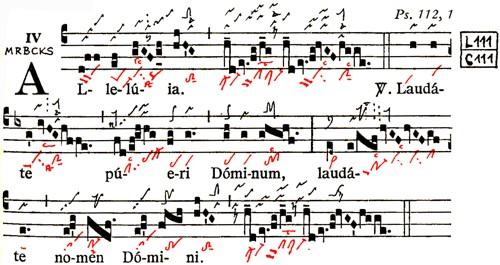

Voilà un exemple du rétablissement de l'articulation originale, dans une notation du Graduale Triplex publié en 1979 par l'abbaye Saint-Pierre de Solesmes. Il s'agit de la publication à la base du Graduale romanum sorti en 1974. Les neumes anciens en noir sont ceux du manuscrit Laon Ms 239, l'une de meilleure notation précisant le rythme tandis que ceux de rouge sont issus de la famille sangallienne, le cantatorium de Saint-Gall, le manuscrit le plus correct de ce chant. S'il s'agit du graduel remanié, l'origine de ce Graduale romanum est l'Édition Vaticane sortie en 1908.
- Cantatorium de Saint-Gall, no 111 : mi - fa > sol (ce neume sangallien s'appelle salicus qui indique au moins trois notes ascendantes desquelles l'avant-dernière est un oriscus ( ౧ ). La fonction de ce dernier remarque aux chantres, à savoir solistes concernant ce cantatorium, une tension mélodique vers le sommet. C'est-à-dire, cet oriscus signifie l'importance principale de la note qui suit immédiatement celui-ci[sg 6].

En outre, les études approfondies trouvèrent que ces deux types de neumes (scandicus de Laon ainsi que salicus de Saint-Gall) possèdent les mêmes caractéristiques. D'une part, il s'agit des neumes exprimant l'ascension mélodico-rythmique développée. D'autre part, ils sont « partiellement cursifs. » À savoir, la mélodie se commence des notes non cursives (moins fluides, élargies, pleines, amples, appuyées) vers la note cursive : un son chanté fluide, libre, délié, prompt, aisé, coulant et le reste. Il est vrai que le chant grégorien conservait une immense uniformité jusqu'à ce que la Renaissance arrive. L'interprétation présentée par l'ancien Graduale romanum est donc fausse, d'après ces deux notations anciennes.

### Signes neumatiques
Cet épisème vertical ( | ) ainsi que le point mora ( • ) dans la notation au-dessus furent inventés au XXe siècle et n'existaient jamais au Moyen Âge. Aussi l'abbaye de Solesmes décida-t-elle de les supprimer à partir de la publication de l'Antiphonale monasticum (2005).
Au regard de l'épisème horizontal ( — ) qui s'employait également pour allonger les notes, celui-ci se trouve certes dans quelques manuscrits médiévaux. Cependant, il faut rappeler qu'il n'existe aucune continuité entre cet épisème et le tenuto dans la notation moderne. Et la sémiologie grégorienne reconnut plusieurs fonctions de cet épisème. Il s'agit d'une graphie pour l'expression et non le prolongement. Plus précisément, celui-ci indique une nuance infime du rythme, ce que les musiciens appellent de nos jours l'agogique.
1. Épisème horizontal sur un seul neume[cd 9]
  1. Si l'épisème affecte une note à l'élan, il lui garde cet élan. Aussi faut-il en respecter la légèreté foncière. De même, il ne faut pas allonger la note excessivement. Son rôle est ajouter simplement une nuance.
  2. Lorsque l'épisème affecte au contraire une note d'appui, notamment lors des podatus d'accent, sa lourdeur relative peut s'accommoder fort d'un prolongement plus marqué. Il faut cependant que cette tenue demeure toujours expressive.
  3. Quand le neume affecté de l'épisème est dans une phase arsique ou thétique, celui-ci ne doit en aucune manière lui enlever son caractère d'élan, son impulsion. En effet, il excelle par son insistance même à donner à cette impulsion toute sa valeur expressive, en même temps qu'à souligner son rôle de premier plan dans l'économie de la phrase. Aussi faut-il éviter absolument de l'alourdir et lui conserver tout son dynamisme ainsi que son élasticité.
  4. Toutefois, une note avec l'épisème horizontal peut être parfois plus lourd, lorsqu'il se rencontre dans une phase thétique. Celui-ci a souvent une allure caressante ainsi que fixe l'esprit dans la contemplation savoureuse de l'idée exprimée.
2. Épisème horizontal sur plusieurs neumes consécutifs[cd 10]

Lorsque l'épisème horizontal se prolonge successivement sur tout un long passage, sa fonction est complètement différente. Il ne faut certainement pas marteler chaque note. On doit chanter tout le passage largement, avec une expression marquée, comme s'il y avait l'indication cantabile dans la notation moderne.
Si l'épisème s'emploie sur le torculus, il faut distinguer deux manières, selon qu'il est placé aux cadences ou dans le corps même de l'incise :
1. S'il s'agit du torculus de cadence, notamment dans le chant orné, celui-ci marque une fin. Aussi faut-il être légèrement large et concluant. Il vaux mieux varier encore selon l'importance de la cadence.
2. Dans le cas du torculus épisémé au milieu d'un développement mélodique, il ne faut que conduire le flux mélodique ainsi que rythmique vers le centre où il tend. C'est la raison pour laquelle l'on l'appelle « torculus de conduit. » Celui-ci demande aussi dès lors un allargando progressif et un crescendo.

Comme ces pratiques de l'épisème horizontal ne sont pas faciles pour les chœurs non professionnels, les Éditions de Solesmes supprimèrent également cet épisème dans ses éditions critiques, Antiphonale monasticum ainsi que Antiphonale romanum.

### Correction de degrés
À mesure que les études approfondies étaient avancées, il devint évident qu'il existe de nombreuses incohérences entre les neumes anciens et les publications effectuées au XXe siècle, même au regard des degrés :

« Dans les deux premiers cas — et dans tous les cas semblables —, la [Édition] Vaticane a fait erreur en situant le pes léger sur Mi - Fa. Bien prouve que ce pes représente un ton entier Re - Mi. On ne trouve Mi - Fa, avec virga strata, que lorsque ce group est précédé d'une ou deux notes. Chaque fois donc que la première syllabe est accentuée, on devrait avoir : [exemples] »

— Dom Eugène Cardine, Sémiologie grégorienne, p. 93

## Impacts

### Étude distinguée
Selon Susan Rankin, musicologue et professeur de la musique médiévale à l'université de Cambridge, les meilleures études grégoriennes achevées auprès de l'abbaye de Solesmes sont celle de la sémiologie de Dom Eugène Cardine et celle sur la modalité archaïque de Dom Jean Claire, grâce au « dynamisme propice aux recherches historiques, développées à l'abbaye après la seconde guerre mondiale. »
De nos jours, la plupart des chercheurs soutiennent la sémiologie grégorienne, mais il existe encore quelques oppositions.
Un jour, Dom Cardine précisa, en présentant les neumes du manuscrit Laon 239 :

« Il n'y a pas de méthode Cardine :
il y a simplement ce que disent les manuscrits. »

### Hommage à la doctrine du cardinal Sarto, futur pape Pie X
Tous les impacts se commencèrent, à vrai dire, à la suite du rétablissement des caractéristiques du chant grégorien : mélodique, rythmique et théologique. À cause de la notation à gros carrés ainsi que des mouvements de la Renaissance et de la Réforme protestante, ce chant était malheureusement devenu plain-chant ou cantus firmus et considéré comme chant primitif avant que la polyphonie ne se développe. De plus, même Dom André Mocquereau de Solesmes pensait que, faute de précision de degré, le neume le plus ancien était le plus primitif.
Il fallut attendre nonobstant la sémiologie, de sorte que la thèse du cardinal Sarto soit théoriquement et scientifiquement confirmée : la beauté de la ligne mélodique selon l'accentuation du latin tardif ainsi que la composition théologiquement effectuée d'après le texte sacré, mot à mot.

« D'un point de vue historique et scientifique — aujourd'hui bien documenté — on peut toutefois entendre par « chant grégorien », au sens strict, le résultat global d'un sommet dans la création du chant liturgique, fixé vers la fin du premier millénaire. Les documents liturgiques et musicaux des IX - Xe siècles révèlent un tempérament spirituel et une culture musicale qui parviennent à conjuguer une haute pertinence de célébration et un extraordinaire raffinement esthétique. »

— Luigi Agustoni et Johannes Berchmans Göschl, Introduction à l'interprétation du chant grégorien : Principes fondamentaux, p. 7

### Soutien par de nombreux musiciens
La valeur du chant grégorien, à nouveau restauré, charma et charme notamment des musiciens. Une fois que la sémiologie avait été établie et que l'on avait correctement retrouvé sa caractéristique artistique, un grand nombre d'ensembles vocaux consacrés à ce chant furent organisés, surtout en Europe, par les musiciens ou les musicologues (voir Chant grégorien § Principaux ensembles vocaux interprétant le chant grégorien). De nos jours, la création des chœurs reste encore dynamique. Non seulement plupart des chanteurs adoptent l'interprétation sémiologique en bénéficiant de la notation ancienne, parfois directement des manuscrits, mais également certains n'hésitent pas à étudier la théologie pour leur meilleure exécution. En bref, le plain-chant ne touche jamais les artistes. Au contraire, le chant grégorien rétabli, possédant une immense finesse de l'expression, est ce qui passionne les musiciens. En outre, les membres ont tendance, mêmes professionnels, à servir dans les deux domaines, liturgique ainsi que représentation artistique au concert, telle la Schola de la Cour Impériale de Vienne.

« Elle est parfaitement figurée par les dessins neumatiques : on y voit une ou plusieurs notes élargies suivies de notes plus légères et fluides en combinaisons de toutes sortes, la force venant colorer les accents musicaux, qu'ils ressortent du texte ou de la mélodie ; ce qui donne au chant une variété indéfiniment renouvelée. En tenant compte assurément du sens des paroles, l'exécutant n'a rien d'autre à faire que de suivre pas à pas les neumes : ils le guideront comme « par la main. » Les anciennes notations sont appelées « chironomiques » : elles justifient pleinement leur nom. La part subjective, inhérente à toute musique vivante, réside dans les proportions données à toutes ces variations de durée et de force : la marge laissée à l'interprète reste encore très large ; mais l'expression ne sera authentique que si elle ne contredit en rien le témoignage des manscrits. »

— Dom Eugène Cardine, Vue d'ensemble sur le chant grégorien, p. 29 et 8 (1977/2002)

### Soutiens de ministères
D'ailleurs, grâce à la restauration propre et sémiologique, la valeur culturelle du chant grégorien est admise et appréciée par des administrations. Jacques Duhamel, ancien ministre des affaires culturelles, est vraisemblablement le premier personnage qui ait distingué cette valeur. En 1975, les centres d'études grégoriennes furent fondés à l'abbaye de Sénanque, à l'abbaye de Fontevraud ainsi qu'à Metz. Le premier objectif était former des musiciens professionnels et qualifiés qui étaient capables d'enseigner le chant grégorien dans chaque conservatoire en France. Depuis cela, le cours de celui-ci est toujours tenu auprès du Conservatoire national supérieur de Paris. La sémiologie convainquit même le gouvernement d'un pays de Luthériens de soutenir le chant grégorien, en tant qu'origine de toute la musique occidentale. C'est pourquoi le conseil des arts de Norvège aide formellement la schola grégorienne Consortium Vocale, une des scholæ officielles de la cathédrale d'Oslo où la famille royale assiste aux offices. Depuis 1998, en tant que directeur, un musicologue assure son interprétation sémiologique de la plus haute qualité. C'est Alexander Markus Schweitzer ayant étudié le chant grégorien à l'Institut pontifical de musique sacrée.

### Enseignement selon les neumes sangalliens

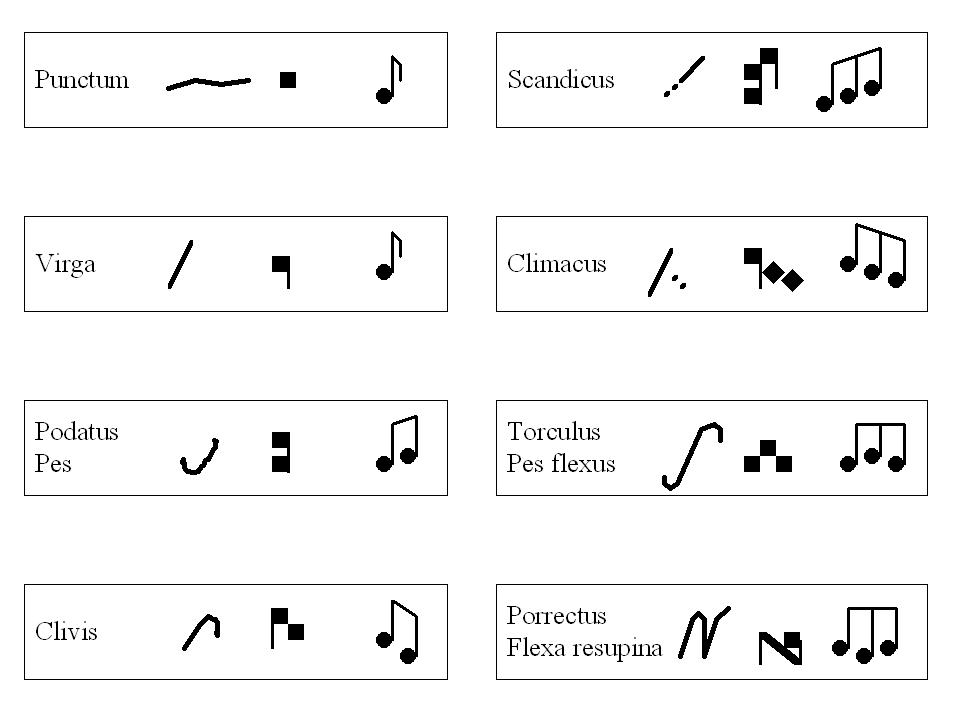
Exemples de neumes essentiels sangalliens. Quand bien même ils manqueraient de degrés précis et qu'il y ait une ambiguïté en raison de plusieurs fonctions secondaires, la notation sangallienne possède beaucoup d'avantages et est compréhensible, raisonnable et mathématique. De plus, les notateurs profitaient d'une liberté de construction pour représenter mieux l'expression. Ainsi, il est facile de comprendre que les quatre neumes à droite ne sont autres que des neumes composés :
scandicus = des punctums + une virga
climacus = une virga + des punctums
torculus = un pes + une clivis
porrectus = une clivis + un pes

La sémiologie changea aussi l'enseignement. Auprès du Centrum Gregoriaans Drongen à Tronchiennes proposant jusqu'à trois ans de cours grégoriens, il faut que tous les élèves apprennent obligatoirement les neumes sangalliens au début des cours, car l'enseignement respecte parfaitement la sémiologie avec l'usage de la notation sangallienne.

### Éditions sémiologiques des livres de chant
Enfin, le Vatican fit sortir son premier tome du Graduale novum en 2011, édition critique et sémiologique, pour remplacer formellement l'Édition Vaticane publiée en 1908. Confié par le Saint-Siège, c'est l'Association internationale des études du chant grégorien, fondée par des disciples de Dom Cardine, qui effectue, scientifiquement et afin de rétablir l'intention des compositeurs grégoriens, la rédaction de ce graduel. Tout comme le Graduale Triplex, celui-ci s'accompagne des neumes de Laon et de Saint-Gall. De plus, la notation à gros carrés est sémiologiquement préparée. En réalité, le Saint-Siège aussi avait été convaincu. Le tome I du Graduale novum fut publié sous la direction de Dom Johannes Berchmans Göschl, l'un des disciples les plus distingués de Dom Cardine ayant achevé ses deux thèses sémiologiques en 1974 et 1976 à l'Institut pontifical de musique sacrée.

« Ce nouveau graduel, « plus critique que l'Édition vaticane », peut être considéré désormais comme un hommage posthume aux recherches de dom Cardine durant toute sa vie au service de l'Église. »

— Michel Huglo, Dom Eugène Cardine et l'édition critique du Graduel romain (Études grégoriennes, tome XXXIX, p. 305)
L'abbaye Saint-Pierre, quant à elle, avait lancé ses Antiphonale monasticum (2005) ainsi que Antiphonale romanum (2009), également éditions critiques et sémiologiques. Il s'agit respectivement de l'édition officielle de son ordre ainsi que de celle du Saint-Siège. Toutefois aucune publication de ces trois éditions ne fut encore parachevée.

## Aspect théologique
La raison pour laquelle les musiciens commencèrent à étudier la théologie se trouve dans un livre destiné aux enseignants et publié en 1987 par Luigi Agustoni et Dom Johannes Berchmann Göschl. À mesure que les études étaient approfondies au regard des questions liées à la relation spécifique entre les neumes et texte, il devint évident que la lecture correcte des neumes ne suffit pas à donner toutes les garanties d'une bonne interprétation, en raison du contenu particulièrement spirituel du texte. Et voici leur conseil :

« Il vaut la peine d'avertir que l'interprétation du chant grégorien comporte deux présupposés. Un certain nombre de connaissances et de techniques sont nécessaires pour accéder à ce type de musique. À la base, sont exigées une certaine familiarité avec le latin liturgique et une culture musicale générale. Mais ensuite, pour réaliser une interprétation qui mette en valeur le contenu spirituel — essence même du chant grégorien — sont aussi requises : une bonne connaissance des formes et de l'histoire du répertoire, une information sur les contextes rituels, une familiarité avec la prière des psaumes et avec les textes bibliques. »

— Luigi Agustoni et Johannes Berchmann Göschl, Introduction à l'interprétation du chant grégorien : Principes fondamentaux, p. 12

## Association internationale des études de chant grégorien — AISCGre
Il s'agit d'une association internationale afin de promouvoir le chant grégorien, notamment ses études sémiologiques. Elle fut créée à Rome le 27 février 1975, par sept disciples de Dom Eugène Cardine auprès de l'Institut pontifical de musique sacrée. En juin, l'association fut officiellement autorisée et confiée à Dom Cardine par le Vatican,. À la suite de l'augmentation  de membres, plusieurs divisions furent créées selon leurs langues, sous la direction de l'AISCGre internationale. La section française, fondée en 2000, ne dura néanmoins que quelques années. Le directeur du Consortium Vocale d'Oslo, Alexander Markus Schweitzer, est un des responsables de l'AISCGre internationale.